# Максимова, Татьяна Васильевна
Татья́на Васи́льевна Макси́мова (род. 5 марта 1988 года в Воронеже) — российская профессиональная бильярдистка, мастер спорта международного класса. Финалистка женских чемпионатов мира в свободной (2012, 2014) и динамичной пирамиде (2015) и финалистка чемпионата Европы в свободной пирамиде в 2015 году.

## Биография и карьера
Познакомилась с бильярдом в 5 лет, активно тренироваться начала к 9 годам. Отец Татьяны — Василий Михайлович, который был кандидатом в мастера спорта по бильярду — одновременно стал ее первым тренером.
Первым турниром для Татьяны оказался чемпионат России среди женщин, где она в возрасте 12 лет стала самой юной участницей. На этом соревновании Максимова не выиграла ни одной партии и заняла последнее место, однако, с ее слов, совсем не расстроилась, так как главной целью было получение опыта.
В 2004 году Татьяна дошла до полуфинала чемпионата Европы среди женщин, что стало для нее первым большим успехом, в том числе на международных турнирах; в 2006 году она победила на юниорском чемпионате Европы, а в 2007 — на взрослом чемпионате России в динамичной пирамиде. Одновременно Татьяна пробовала себя в качестве судьи и тренера (тренером остается и до сих пор, открыв собственную бильярдную школу).
В 2012 году в составе команды воронежской области (вместе с Анастасией Станововой и Полиной Ярошевич) Максимова стала чемпионкой командного Кубка России, а также вышла в финал чемпионата мира в свободной пирамиде, уступив в решающем матче Диане Мироновой со счетом 2:5. Через два года она вновь заняла второе место на чемпионате мира и вновь проиграла Мироновой, на этот раз со счетом 1:5, а также стала финалисткой другого крупного турнира — Кубка Кремля, проиграв в финале Ольге Миловановой 3:5 (при этом в полуфинале Максимова победила Диану Миронову 5:0).
В 2015 году Татьяна Максимова выходит в финалы чемпионата Европы и мира, но в очередной раз проигрывает в решающих матчах — в первом случае Екатерине Перепечаевой (1:5), во втором Мироновой (0:5). Таким образом все свои три финала чемпионатов мира Татьяна проиграла Диане.
К настоящему времени последним успешным спортивным сезоном для Татьяны Максимовой остается 2017 год, в котором она во второй раз в карьере стала финалисткой Кубка Кремля и чемпионкой России, а также дошла до 1/2-й на еще одном большом турнире — «Prince Open» (финал Кубка Мира). 
Закончила Воронежский государственный университет (специальность «маркетинг») и Воронежский государственный институт физической культуры (направление «менеджмент в физической культуре и спорте»).
Замужем, воспитывает сына и двух дочерей.

## Основные достижения в карьере
- Финал чемпионата мира (свободная пирамида) — 2012, 2014
- Финал чемпионата мира (динамичная пирамида) — 2015
- Финал чемпионата Европы (свободная пирамида) — 2015
- Полуфинал чемпионата Европы (пирамида) — 2004
- Чемпионка командного Кубка России (свободная пирамида) — 2012
- Финал Кубка Кремля (свободная пирамида) — 2014, 2017
- Финал чемпионата России (комбинированная пирамида) — 2016
- Чемпионка кубка «Longoni-Russa» (этап Кубка мира, динамичная пирамида) — 2016
- Чемпионка России (динамичная пирамида) — 2007, 2017
- Чемпиона Европы среди юниорок (свободная пирамида) — 2006